# إيرينا أداموفيتش
إيرينا أداموفيتش (بالبولندية: Irena Adamowicz) هي مقاومة بولندية، ولدت في 11 مايو 1910 في وارسو في بولندا، وتوفي بنفس المكان في 12 أغسطس 1973.